# 웨스트사이드 야드

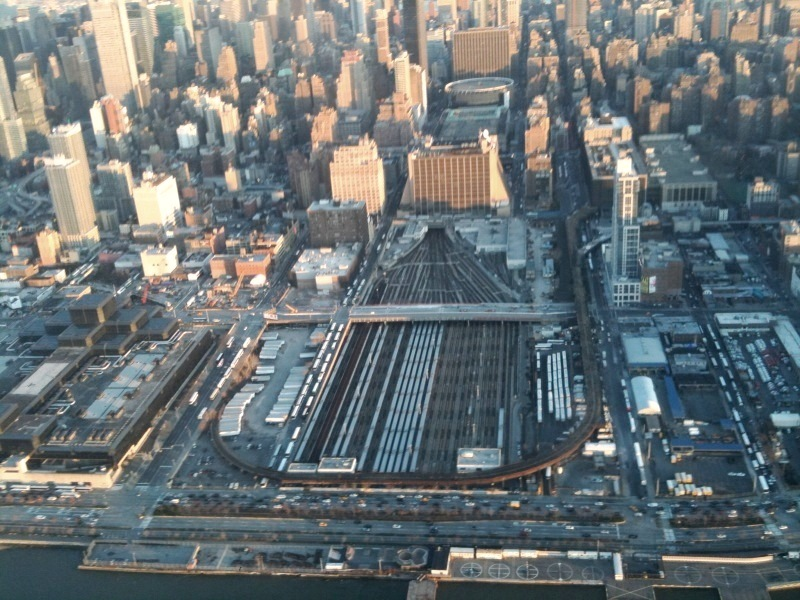
웨스트사이드 야드

웨스트사이드 야드(West Side Yard, 공식 명칭: John D. Caemmerer West Side Yard)는 뉴욕 맨해튼 웨스트사이드에 있는 메트로폴리탄 트랜스포테이션 오소리티(Metropolitan Transportation Authority)가 소유한 30개 트랙으로 구성된 차량기지이다. 자회사인 롱아일랜드 철도가 운영하는 통근열차를 보관하는 데 사용되는 26.17-에이커 (10.59 ha) 규모의 야드는 웨스트 30번가, 웨스트 33번가, 10번가 및 12번가 사이에 위치한다. 2010년대 초반부터 마당의 동쪽 부분은 허드슨 야드(Hudson Yards)의 고층 건물과 기타 건물로 덮여 있었다.
이 야드에는 보관 트랙, 간단한 유지 관리를 위한 6트랙 실내 상점, 자동차 청소를 위한 12량 차량 플랫폼, 직원을 위한 라커와 휴게실이 있다. 이 마당은 이전 고가 화물 철도를 공원으로 개조한 하이 라인(High Line)의 북쪽 끝과 제이컵 K. 재비츠 컨벤션 센터에서 사용하는 트럭 집결장 남쪽에 자리잡고 있다. 또한 2015년에 개통된 34번가-허드슨 야드 지하철역 바로 남쪽에 위치해 있다.
1987년에 야드가 개장되기 전에는 펜역을 오가는 러시아워 열차는 승객 없이 정오 동안 열차가 보관되어 있던 롱아일랜드의 창고까지 운행해야 했다. 웨스트사이드 야드는 펜역에서 LIRR의 출퇴근 시간 수용 능력을 늘렸다.